# Ашуг Гурбани
Гурбани (азерб. Qurbani; 1477, Дири — 1550, там же) — азербайджанский ашуг и поэт XVI века, творчество которого оказало влияние на развитие ашугской поэзии.

## Биография
Родился в 70-х годах XV века в селе Дири (на территории нынешнего Джебраильского района Азербайджана), раскинувшемся на склоне одноимённой горы, недалеко от моста Худаферин. Род Гурбани происходил из Карадагской области. Ислледовав сведения из дивана и стихов поэта, литературовед и филолог Газанфар Кязымов отмечает, что Гурбани родился в 1477 году.
Гурбани некоторое время жил при дворе шаха Исмаила. Так, когда в 1500 году Исмаил совершил военный поход против ширваншаха Фарруха Ясара, его армию встретили многочисленные сторонники кызылбашей из числа местных жителей, среди которых был и ашуг Гурбани, приветствовавший будущего шаха своим пением и игрой на сазе. В дальнейшем Гурбани сыграл заметную роль в становлении шаха Исмаила как выдающегося поэта. Ашуг Гурбани часто сопровождал шаха Исмаила Хатаи в военных походах.
Летом 1514 года после поражения в Чалдыранской битве шахский дворец в Тебризе был разграблен, а многочисленные искусные мастера и ремесленники, среди которых был и ашуг Гурбани, были вывезены в Стамбул. Здесь Гурбани вскоре было позволено жить свободно и заниматься ашугским творчеством. Впоследствии Гурбани снискал уважение не только в Стамбуле, но и в других областях Малой Азии.
В 1524 году, после внезапной кончины шаха Исмаила Хатаи, Гурбани вернулся в родное селение Дири, где и жил до конца своих дней. Скончался ашуг в 1550 году. Похоронен на вершине горы Дири, недалеко от развалин одноимённого села. На восточной стороне старинного кладбища находится святилище «Мазаннене»., которое, как и могила Гурбани, веками были местом паломничества.

## Творчество
Гурбани жил в эпоху, когда на смену озанам, сопровождающим свои выступления игрой на гопузе, пришли ашуги, поющие свои песни под аккомпанемент саза.
Лирические произведения Гурбани пронизаны любовью к родине и попыткой выразить человеческое мировоззрение сквозь призму чувств, что в полной мере характеризовало саму сущность жанра ашугов, от тюркского ашыг — «влюблённый» (азерб. aşıq). Творчество Гурбани оказало сильное влияние на развитие ашугской поэзии. Народный дастан «Гурбани» XVII—XVIII веков запечатлел в себе эпизоды из биографии поэта и образцы его лирики.
Из разбросанных в его стихах сведений можно понять, что он был старше своего современника Шаха Исмаила. Он так обращается к шаху:
Мой шах, наследник шейха-мудреца,

Прости, что жалоба длинна моя.

Прочти её, однако до конца —

Я сам не знаю, в чём вина моя.
Исследованием творческого наследия ашуга Гурбани занимались литературовед Салман Мумтаз, академик Гамид Араслы, фольклорист Мамедгусейн Тахмасиб, фольклорист Мурсал Акимов, литературовед и тюрколог Газанфар Казымов.

### Тема любви
Большинство его стихов посвящены любимой, красотам природы:
Так принято, прекрасная пери,

Срывают раннею весной фиалки,

Букет рукою белой набери -

Украсят ворот расписной фиалки.

Не в звёздном ли краю они росли,

Не с неба ли их взяли для земли,

Да жаль, что так немного донесли -

Наперечет передо мной фиалки

Ты не казни разлукой Гурбани,

Он, безутешный, горбиться, взгляни.

Не от разлуки ль гнутся и они -

Прямой не встретишь не одной фиалки!